# Nagel Arnold
Nagel Arnold (Kis-Hradiska (Malé Hradisko), Morvaország, 1834. március 31. – 1905 után?) honvéd-alezredes.

## Élete
Négy gimnáziumi osztály befejezte után, 1851-től 1854-ig a hadmérnöki iskolát végezte, ahonnét 1854-ben mint hadapród lépett ki. 1859. március 2-án az 1. gyalogezredhez hadnaggyá nevezték ki és 1859-ben részt vett az olaszországi hadjáratban, nevezetesen május 22-én Sesiánál (Terora) előörsi csatározásban, május 25-én és június 1-jén a Candia melletti ütközetben, június 4-én a magentai csatában, ahol könnyen megsebesült, és fogságba került, ahonnét csak augusztus 8-án szabadult ki. 
Ugyanazon év november 7-én főhadnagy lett és 1862-ig csapatszolgálatra volt beosztva, 1863-ban tanár az ezredi hadapród-iskolában, 1864-től 1867-ig a vezérkarhoz beosztva, s mint ilyen részt vett az olasz- és poroszországi hadjáratban, azonban ütközetben nem volt. 1868-69-ben tanító a IV. hadosztály iskolájában. 1870. november 1-jén századossá léptették elő. 
1874. május 1-jén a honvédséghez helyeztetett át; 1877. november 1-jén az 54. zászlóaljnál őrnagy lett; 1879. április 21-én a 64. zászlóaljhoz helyezték át, ahol 1882. november 28-án alezredessé lépett elő és betegsége miatt 1886. február 1-jén nyugdíjazták. Felesége Ghyczy Terézia volt, akivel 1874-ben kötött házasságot Győrben.
A Ludovika Akadémia Közlönyében mint levelező működött közre (cikkei Uo. 1876. A háború a természet törvénye, 1885. A léghajózás és a háború sat.).